# جرم نامتغیر
جرم نامتغیر،
جرم سکون، جرم ذاتی و جرم ویژه یا به سادگی جرم، یکی از ویژگی‌های انرژی و تکانه کلی یک جسم یا سامانه‌ای از اجسام است که در تمام چارچوب‌های مرجعی که توسط تبدیلات لورنتز به هم مرتبط می‌شوند، یکسان است. اگر در سامانه‌ای یک چارچوب مرکز تکانه موجود باشد، جرم نامتغیر سامانه برابر با کل انرژی تقسیم بر مجذور سرعت نور است. در سایر چارچوب‌های مرجع، انرژی سامانه افزایش می‌یابد، اما تکانه سامانه از این مقدار کم می‌شود و در نتیجه جرم نامتغیر همچنان ثابت می‌ماند.
در سامانه‌هایی که چارتکانه آنها یک بردار پوچ است (مثلاً یک فوتون تنها یا چندین فوتون که همگی دقیقاً در یک جهت حرکت می‌کنند) جرم نامتغیر آن‌ها صفر است و از آنها با نام بدون جرم یاد می‌شود. جسم یا ذره فیزیکی که سریعتر از نور حرکت کند، یک چارتکانه فضاواره خواهد داشت (مانند ذره فرضی تاکیون) و به نظر نمی‌رسد که وجود داشته باشد. هر چارتکانه زمان‌واره‌ای، یک چارچوب مرجع دارد که در آن تکانه (۳ بعدی) صفر است و به آن چارچوب مرکز تکانه گفته می‌شود. در این حالت جرم نامتغیر مثبت است و به آن جرم سکون گفته می‌شود.